# Der unendliche Weg
Der unendliche Weg ist eine reichsdeutsche Filmbiografie aus dem Jahre 1943 von Hans Schweikart über den deutschen Nationalökonomen Friedrich List, gespielt von Eugen Klöpfer. Der Geschichte liegt der Roman „Ein Deutscher ohne Deutschland“ (1931) von Walter von Molo, der sich auch am Drehbuch beteiligte, zugrunde.

## Handlung
Deutschland im 19. Jahrhundert, zur Zeit der Kleinstaaterei. Das Land ist wie ein Flickenteppich, zahlreiche Königreiche und Fürstentümer herrschen über Mitteleuropa und zerteilen Deutschland in rund drei Dutzend Bundesstaaten. Blanker Egoismus, reaktionäre Bigotterie und hinterwäldlerische Provinzialität in Handeln und Denken verhindern die Einheit der Nation, die, so will der Film glauben machen, vom Volk herbeigesehnt wird. Äußere Insignien dieser Zersplitterung sind die Unmengen an Schlagbäumen, die man bei der Durchreise durch Deutschland passieren muss. In dem württembergischen Sozialökonomen und großen Liberalen Friedrich List hat sich ein leidenschaftlicher Kämpfer für Veränderungen gegenüber den Duodezfürsten positioniert. Er plädiert für den Eisenbahnbau und die Zollunion und erhebt seine Stimme gegen die Ewiggestrigen, die doch nur ihre Pfründe und die Macht sichern wollen. Die deutsche Einheit ist Friedrich Lists übergeordnetes Staatsziel. Vor allem der allmächtige Wiener Staatsmann Klemens Fürst Metternich ist sein größter Widersacher.

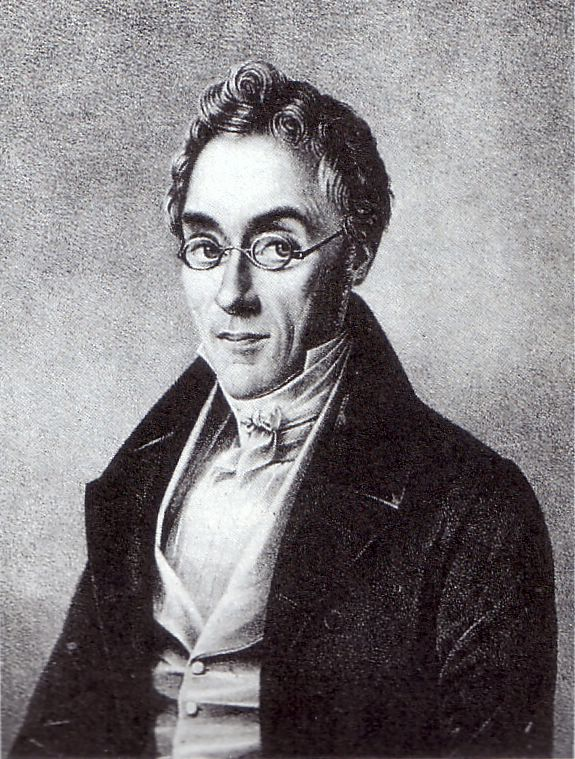
Friedrich List (Ölgemälde)

Als List sich vor dem Württembergischen Landtag wortgewaltig für das Erstreben seiner Ziele ereifert, legen ihm seine Gegner dies als „Hochverrat“ aus, und man verbringt den Ökonomen in das Staatsgefängnis von Hohenasperg. Doch List lässt sich nicht einschüchtern und arbeitet auch hinter Gittern an seinen Ideen weiter. Da die Staatsmacht ihn zunehmend als Gefahr für die alte Ordnung sieht, offeriert man ihm die Möglichkeit, die Freiheit zu erlangen, sollte er dafür die deutsche Staatsbürgerschaft aufgeben und ins Ausland emigrieren. List nimmt das Angebot an und setzt mit dem Schiff nach Nordamerika über. Dort, in den Vereinigten Staaten, plant er, seinen Traum von einem flächendeckenden Eisenbahnnetz zu verwirklichen. Wie in Amerika, so glaubt der Exilant, wird auch in Deutschland die Einheit eines Tages erlangt werden, sollte erst einmal die Eisenbahn alle Landesteile miteinander verbinden. In General Andrew Jackson, dem er bei seinem Kampf um die US-Präsidentschaft hilft, findet Friedrich List einen Verbündeten. Doch so schön seine Erfolge hier in der Fremde sind, den unermüdlichen Kämpfer für die deutsche Einheit zieht es eines Tages wieder in die alte Heimat.
Als US-Konsul wird es ihm möglich, wieder deutschen Boden zu betreten, und sogleich beginnt er mit dem deutschen Eisenbahn. Als erstes will List eine Streckenverbindung Dresden-Leipzig herstellen. Und wieder beginnt Fürst Metternich, mit Intrigen seine Arbeit zu torpedieren. Dessen Politik der Nadelstiche zeigt mehr und mehr Wirkung: List geht allmählich das Geld aus, und am Ende kann er nicht einmal die geplante Eheschließung seiner Tochter Mila mit dem preußischen Leutnant von Runge bezahlen. Zwar wird die Eisenbahnverbindung fertig gestellt, doch dankt man es dem unermüdlichen Kämpfer für die Moderne nicht. Gestreute Lügen und Verleumdungen vergällen dem desillusionierten List zunehmend das Leben. So sieht sich List genötigt, den Gang nach Canossa zu gehen und im Beisein von seiner Tochter Mila Metternich um die Wiedererlangung der deutschen Staatsbürgerschaft zu bitten. Der Fürst, der sich seines Sieges sicher glaubt, willigt ein, aber nur unter der Bedingung, dass List fortan aufhört, weiterhin an seinen fortschrittlichen Plänen zu arbeiten. Zornig verlassen Friedrich und Mila List den Audienzsaal.
Der große Reformer ist erschöpft, Fieberschübe zeigen an, dass er wohl nicht mehr lang zu leben hat. Derweil finden sich mehr und mehr patriotisch gesinnte List-Anhänger, angeführt von Leutnant von Runge, die auf die Verwirklichung von dessen Einheitsbestrebungen pochen. Schlagbäume werden zerschlagen, und die Zollunion folgt. Die Jugend hat ihre eigene Zukunft in die Hand genommen. Die fehlgeschlagene bürgerliche Revolution von 1848/49 erlebt Friedrich List jedoch nicht mehr.

## Produktionsnotizen
Die Dreharbeiten begannen am 25. August 1942 und endeten zu Beginn des Monats Dezember im selben Jahr. Die Uraufführung erfolgte am 24. August 1943 in Stuttgart in Anwesenheit „führender Männer aus Partei, Staat und Wehrmacht“, die Berliner Premiere erfolgte drei Tage darauf.
Herstellungsgruppenleiter Gerhard Staab arbeitete auch als Produktionsleiter. Hans Sohnle entwarf die Filmbauten, Bert Hoppmann die Kostüme. Dr. Rolf Badenhausen war künstlerischer Berater.
Der 73-jährige gebürtige Brite Philipp Manning spielte hier seine letzte Filmrolle.
Die Herstellungskosten betrugen etwa 1.778.000 RM, damit war Der unendliche Weg ein überdurchschnittlich teurer Film. In nur acht Monaten Spielzeit, bis April 1944, wurden bereits 2.172.000 RM eingespielt; damit galt dieser thematisch sehr ungewöhnliche Film als großer Kassenerfolg.

## Auszeichnungen
Der NS-Staat honorierte die Produktion mit den Prädikaten „Staatspolitisch und künstlerisch besonders wertvoll“, „Lehrfilm“ und „Jugendwert“.

## Kritiken
Der deutsche Film 1938–1945 befand über den Film: „Es war ein Loblied auf die Opferbereitschaft, zugleich aber auch eine ‚Erziehungs-Etüde‘ aus anderen Bereichen der politischen Bildung.“ An anderer Stelle war zu lesen: „‚Der unendliche Weg‘ … paßte ganz genau in die NS-Landschaft: Mit seinem Reichsgedanken, der Gültigkeit im Großen und dem Problem des Deutschtums in Amerika.“
Der Filmdienst urteilte: „Die lehrhafte Biografie des württembergischen Nationalökonomen Friedrich List (1789–1846), der nach seiner Rückkehr aus den USA seit 1830 für den Eisenbahnbau und die Zollunion kämpfte. Der Film gesellt ihm einen preußischen Offizier als künftigen Schwiegersohn und Verfechter seiner Idee bei.“